# Concert per a piano núm. 3 (Rakhmàninov)
El Concert per a piano núm. 3 en re menor, op. 30, de Sergueéi Rakhmàninov és famós per la seva exigència musical i tècnica per a l'intèrpret. Té la reputació de ser un dels concerts per a piano més difícils del repertori pianístic.
Compost en la quietud de la seva hisenda familiar, Ivánovka, Rakhmàninov ho va completar el 23 de setembre de 1909 i es va estrenar el 28 de novembre del mateix any per l'antiga Societat de l'Orquestra Simfònica de Nova York, sota la batuta de Walter Damrosch i el mateix compositor al piano.

## Moviments

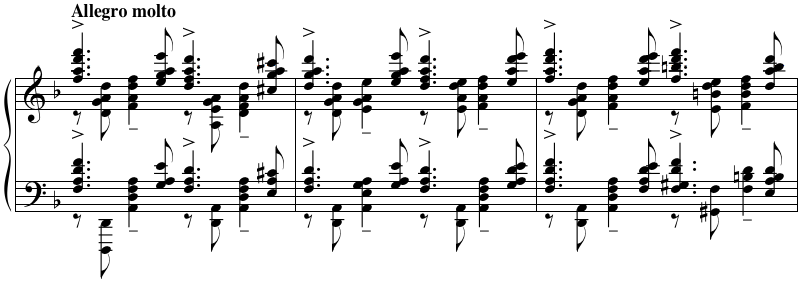
Un fragment de la cadenza original (ossia, ‘versió alternativa’).

Seguint la forma estàndard d'un concert, l'obra consta de tres moviments:
1. Allegro ma no tanto (re menor)
2. Intermezzo: Adagio (fa♯ menor / re♭ major)
3. Finale: Alla breve (re menor → re major)

El tercer moviment segueix al segon sense pausa, la qual cosa es denomina attacca subito. Una interpretació normal del concert sol tenir una durada d'uns quaranta minuts.

### I. Allegro ma non tanto
El primer moviment gira al voltant d'una melodia diatònica que de seguida es desenvolupa en una figuració pianística. Aconsegueix diversos clímaxs feroços, especialment en la cadenza. El primer tema en la seva forma completa reapareix just després de la coda. Rakhmàninov va escriure dues versions de la cadenza: l'original, més curta, fàcil i suau, d'estil tocata, i la segona, anotada com ossia (versió alternativa, ‘o sigui’), més llarga, grandiosa i difícil. En l'enregistrament del seu concert el compositor no va tocar la cadenza ossia.

### II. Intermezzo: Adagio
El segon moviment és iniciat per l'orquestra, amb un solo d'oboè i consisteix en un nombre de variacions al voltant d'una simple melodia sumptuosa, pesada i romàntica seguida d'una altra amb una combinació rígida. Es produeix una transició de la melodia que canvia a la tònica major, que és el segon tema. Després del desenvolupament del primer tema i la recapitulació del segon tema, la melodia principal reapareix, abans de ser tancat per l'orquestra de manera similar a la introducció. Després el piano pren la paraula amb un curt passatge de dos arpegis, un de descendent i un altre ascendent, que donen pas a l'últim moviment sense pausa. Algunes idees melòdiques d'aquest moviment al·ludeixen al tercer moviment del Segon concert per a piano, com la melodia en re♭ major a l'estil rus.

### III. Finale: alla breve
El tercer moviment és ràpid i vigorós i conté variacions d'alguns dels temes usats en el primer moviment, la qual cosa uneix el concert sencer cíclicament. No obstant això, després del primer i segon tema divergeix de la forma sonata regular. No presenta un desenvolupament convencional; aquest segment es reemplaça per una llarga digressió utilitzant el relatiu menor del primer tema d'aquest moviment, que és seguit a continuació pels dos temes del primer moviment. Després de la digressió, la recapitulació del moviment torna als temes originals, augmentant la tensió i creant un clímax d'estil tocata similar però més lleuger que la cadenza ossia del primer moviment. L'últim moviment conclou amb un segon tema, una melodia en re major triomfant i apassionada. La peça acaba amb les mateixes quatre notes rítmiques; segons alguns experts afirma ser la signatura musical del compositor, com en el Segon Concert per a piano.